# Adam McKay
Adam McKay (Filadèlfia, Pennsilvània, 17 d'abril de 1968) és un guionista, director, comediant i actor estatunidenc. McKay té relació de companys amb Will Ferrell, amb qui ha coescrit pel·lícules com Anchorman: The Legend of Ron Burgundy, Talladega Nights: The Ballad of Ricky Bobby i The Other Guys. Ferrell i McKay també van fundar la pàgina web Funny or Die per la seva companyia Gary Sanchez Productions.

## Biografia
McKay va néixer en Denver, Colorado el 1968, es va graduar a la Secundària Great Valley, va anar a la Universitat Estatal de Pennsilvània i a la Universitat de Temple.
McKay al principi va fer audicions per Saturday Night Live, però no ho va aconseguir. No obstant això, amb els guions que va lliurar li va trobar un treball com a guionista des de 1995 fins a 2001, incloent tres temporades com a guionista principal.
Poc després d'anar-se de SNL, McKay es va ajuntar amb el comediant Will Ferrell per escriure les pel·lícules Anchorman, Talladega Nights, Step Brothers i The Other Guys.
McKay té un desordre neurològic que de vegades fa que tremoli.

## Filmografia
Les seves pel·lícules més destacades són
| Any       | Pel·lícula                                          | Acreditat com | Acreditat com | Acreditat com | Acreditat com |
| Any       | Pel·lícula                                          | Director      | Productor     | Guionista     | Actor         |
| --------- | --------------------------------------------------- | ------------- | ------------- | ------------- | ------------- |
| 1995–2001 | Saturday Night Live                                 | Si            | Si            | Si            |               |
| 2004      | El reporter (Anchorman: The Legend of Ron Burgundy) | Si            | Si            | Si            |               |
| 2004      | Wake Up, Ron Burgundy: The Lost Movie               | Si            | Si            | Si            |               |
| 2006      | Talladega Nights: The Ballad of Ricky Bobby         | Si            | Si            | Si            | Si            |
| 2008      | Step Brothers                                       | Si            | Si            | Si            | Si            |
| 2009      | Land of the Lost                                    | Si            |               |               |               |
| 2009      | The Goods: Live Hard, Sell Hard                     | Si            |               |               |               |
| 2009      | Eastbound & Down                                    | Si            | Si            |               |               |
| 2010      | Big Lake                                            | Si            |               |               |               |
| 2010      | Funny or Die Presents                               | Si            | Si            | Si            |               |
| 2010      | The Other Guys                                      | Si            | Si            | Si            | Si            |
| 2010      | The Virginity Hit                                   | Si            |               |               |               |
| 2011      | Casa del meu Pare                                   | Si            |               |               |               |
| 2012      | Bachelorette                                        | Si            |               |               |               |
| 2012      | Tim and Eric's Billion Dollar Movie                 | Si            |               |               |               |
| 2012      | The Campaign                                        | Si            | Si            |               |               |
| 2013      | Hansel and Gretel: Witch Hunters                    | Si            |               |               |               |
| 2013      | Anchorman 2: The Legend Continues                   | Si            | Si            |               |               |
| 2014      | The Spoils of Babylon                               | Si            |               |               |               |
| 2014      | Tammy                                               | Si            |               |               |               |
| 2014      | Welcome to Me                                       | Si            |               |               |               |
| 2015      | Get Hard                                            | Si            |               |               |               |
| 2015      | Sleeping with Other People                          | Si            |               |               |               |
| 2015      | Ant-Man                                             | Si            |               |               |               |
| 2015      | Daddy's Home                                        | Si            | Si            |               |               |
| 2015      | The Big Short                                       | Si            | Si            |               |               |

## Premis i nominacions
Premis i nominacions

### Premis Oscar
| Any  | Categoria           | Treball       | Resultat |
| ---- | ------------------- | ------------- | -------- |
| 2015 | Millor director     | The Big Short |          |
| 2015 | Millor guió adaptat | The Big Short |          |

### Premis Globus d'Or
| Any  | Categoria       | Treball       | Resultat |
| ---- | --------------- | ------------- | -------- |
| 2015 | Millor Guió     | The Big Short |          |
| 2015 | Millor Director | The Big Short |          |

### Premis BAFTA
| Any  | Categoria           | Treball       | Resultat |
| ---- | ------------------- | ------------- | -------- |
| 2015 | Millor director     | The Big Short |          |
| 2015 | Millor guió adaptat | The Big Short |          |